# Frédéric Van Roekeghem
Frédéric Van Roekeghem est un haut fonctionnaire français né le 2 juillet 1961 à Saint-Quentin (Aisne).

## Formation
Il est ancien élève de l'École polytechnique (promotion 1980). À la sortie, il choisit le corps de l'armement et suit l'école d'application l'École nationale supérieure de techniques avancées. Après un DEA de l'université Paris-Sud, il passe un Master of Science de l'université de Santa Barbara (Californie).

## Carrière
Après une première partie de carrière au sein de la délégation générale pour l'Armement et des cabinets ministériels, il devient successivement :
- directeur du Fonds de solidarité vieillesse (FSV)
- directeur à l'audit du Groupe AXA,
- directeur de l'Acoss (établissement public national à caractère administratif, chapeautant les URSSAF et chargée d’assurer la gestion commune de la trésorerie des différentes branches du régime général) en février 2003.

Il devient en mars 2004 directeur de cabinet du ministre de la Santé Philippe Douste-Blazy, poste auquel il contribue à l'élaboration de la loi de réforme de la sécurité sociale du 12 août 2004. En duo avec le Dr Alain Ricci, au mois d'août 2004, il élabore les accords en chirurgie privée du 24 août 2004, et publique, du 3 septembre 2004, introduisant la « part variable » dans le modèle hospitalier.
Il est nommé le 22 septembre 2004, en conseil des ministres, directeur général de la Caisse nationale d'assurance-maladie des travailleurs salariés (CNAMTS), remplaçant Daniel Lenoir, et devient également en novembre 2004 directeur de l'Union nationale des caisses d'assurance maladie (UNCAM) créée en août 2004. 
Il valide la classification commune des actes médicaux (CCAM) sur le principe de la montée en charge des actes gagnants sur le mode de la T2A, conclut la convention médicale du 12 janvier 2005.
Il signe une nouvelle convention en 2006 avec le corps des médecins conseils, comportant une rémunération aux résultats, ainsi que le contrat d'amélioration des pratiques individuelles, ou CAPI, signé par 15 000 médecins.
Il a réorganisé la CNAMTS en pôles, confiés systématiquement à un couple médico-administratif afin d'en améliorer les performances. À la tête de l'Assurance maladie, surnommé Rocky, il a tenté avec vigueur d'en diminuer le déficit des comptes.
En 2009, il est nommé ingénieur général de 1re classe de l'armement tout en étant maintenu en détachement.
En novembre 2014, il est remplacé à la CNAMTS par Nicolas Revel,. Il rejoint Siaci Saint Honoré, courtier et conseil en assurance, pour prendre la tête de MSH International, une filiale spécialisée en assurance santé à l'étranger,.